# Vatnsdalur
Vatnsdalur (”Sjödalen”) är en dal i Austur-Húnavatnssýsla i regionen  Norðurland vestra på Island, 160 km nordost om Reykjavik. Dalen, som är cirka 25 km lång, går i nord-sydlig riktning mellan fjällen Víðidalsfjall på västra sidan och Vatnsdalsfjall på den östra. Genom dalen rinner den nordgående älven Vatnsdalsá, som mynnar ut i Húnafjörður via sjöarna Flóðið och Húnavatn. Dalens nordgräns går numera vid Flóðið, som uppstod genom ett fjällskred 1720. I söder sträcker sig dalen nedom gården Marðarnúpur, varefter den grenar ut sig i Káradalur och Forsæludalur i sydost. Dalens sydspets är gården Grímstunga vid kanten av heden Grímstunguheiði. Närmaste dal i väster är Víðidalur och i öster ligger Sauðadalur, Mjóidalur och Svínadalur i nu nämnd ordning.
Subarktiskt inlandsklimat råder i trakten. Årsmedeltemperaturen i trakten är −1 °C. Den varmaste månaden är juli, då medeltemperaturen är 10 °C, och den kallaste är februari, med −9 °C.

## Historia

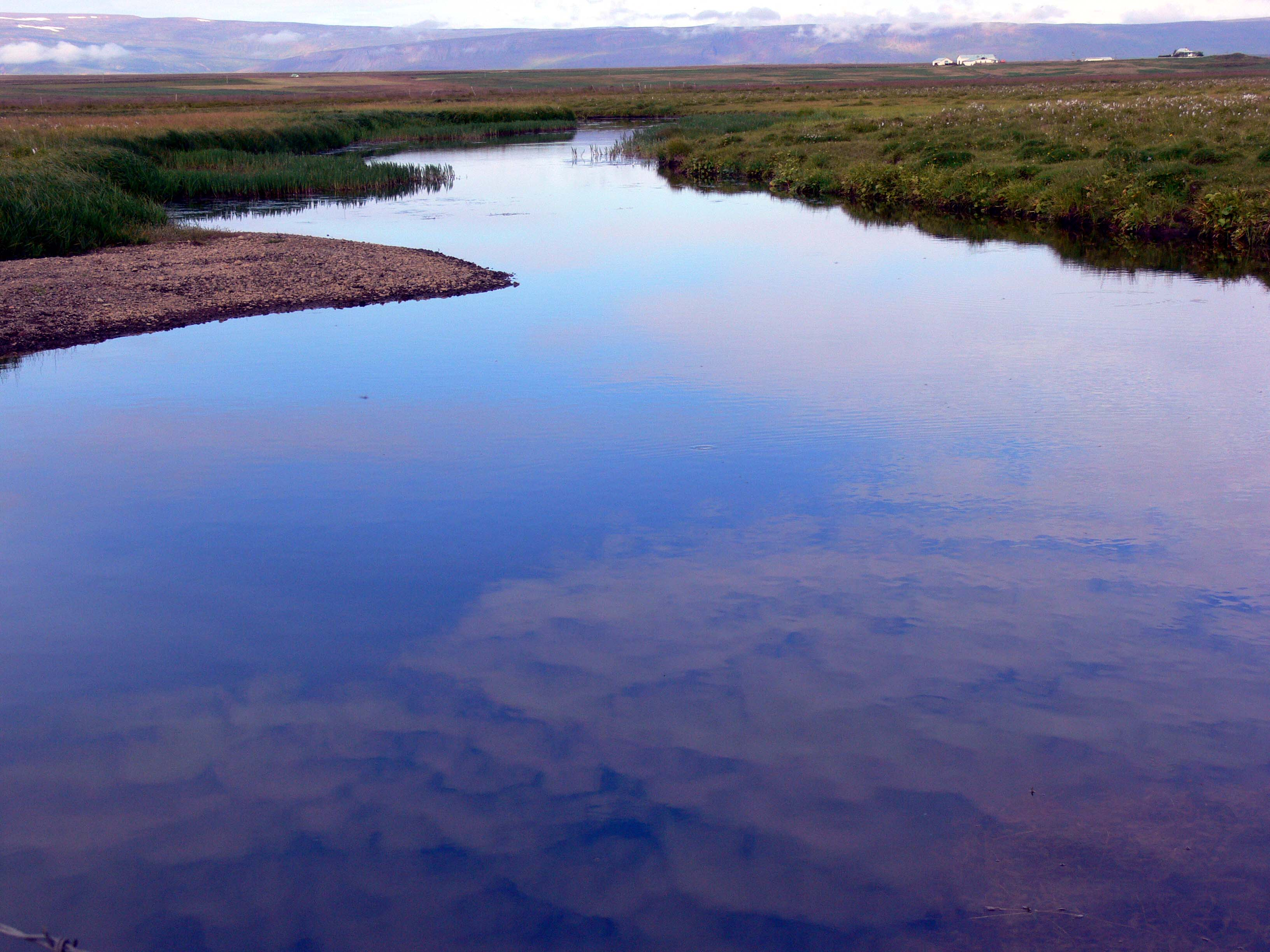
Vatnsdalur.

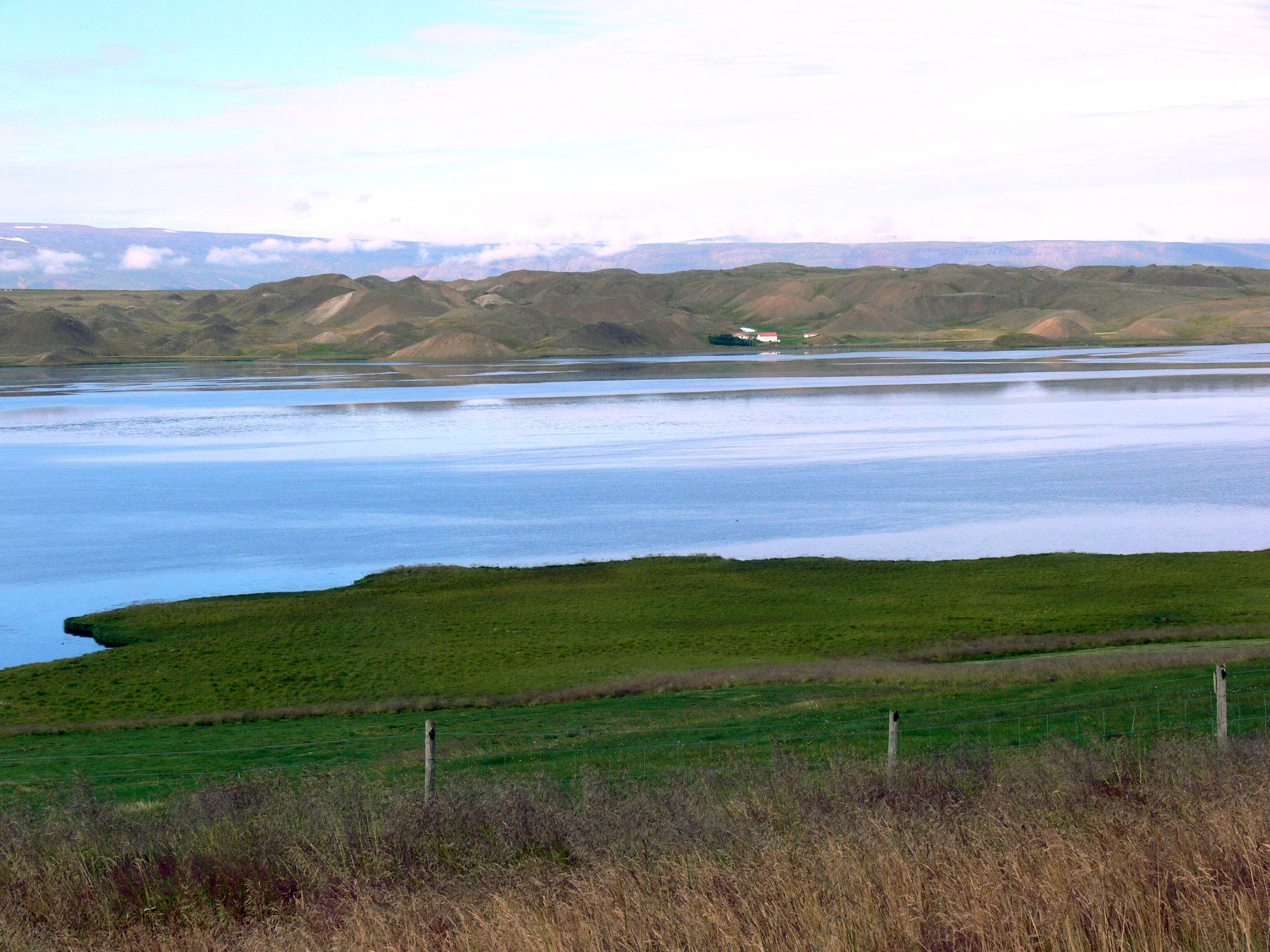
Sjön Flóðið med Vatnsdalshólar i bakgrunden.

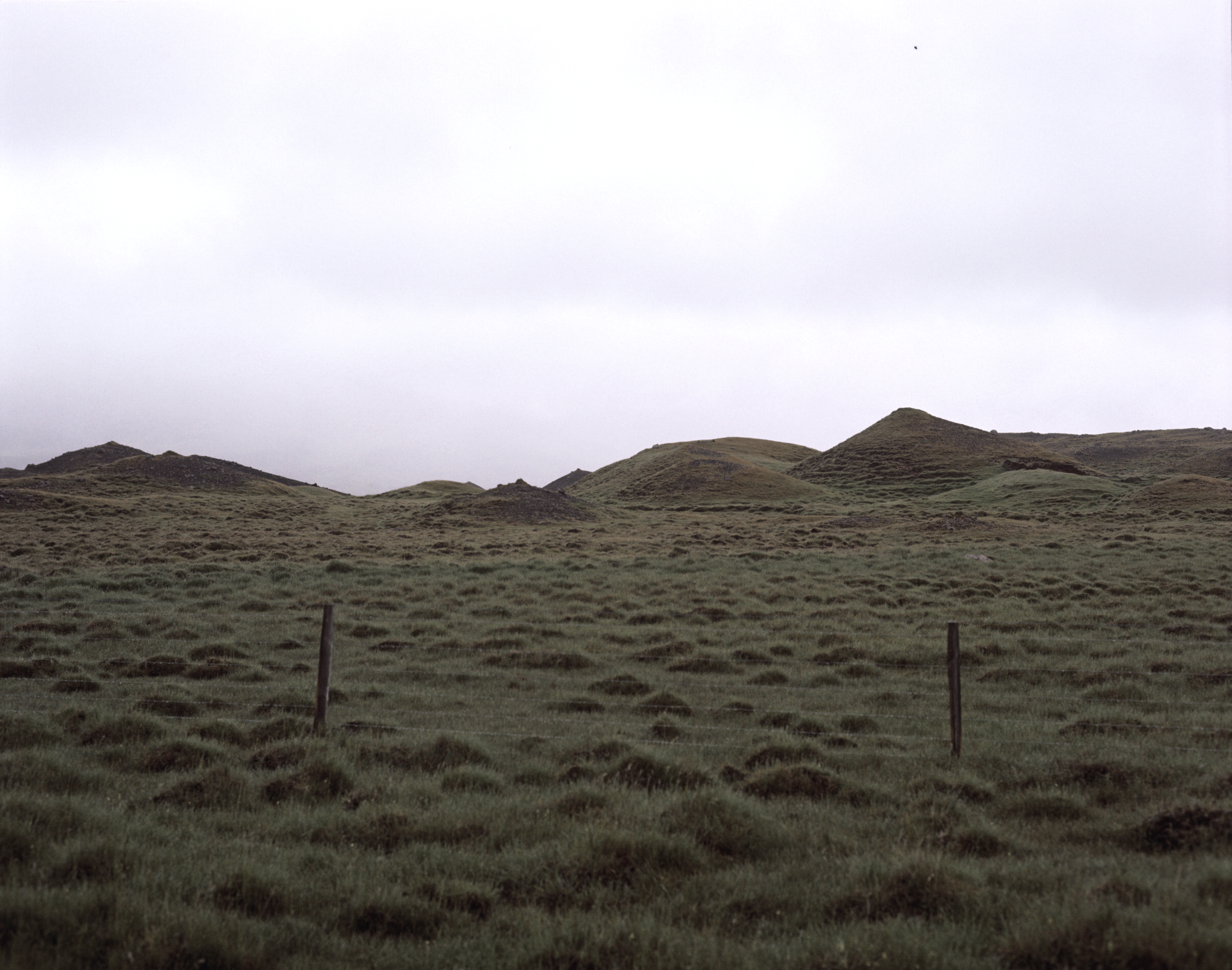
Vatnsdalshólar

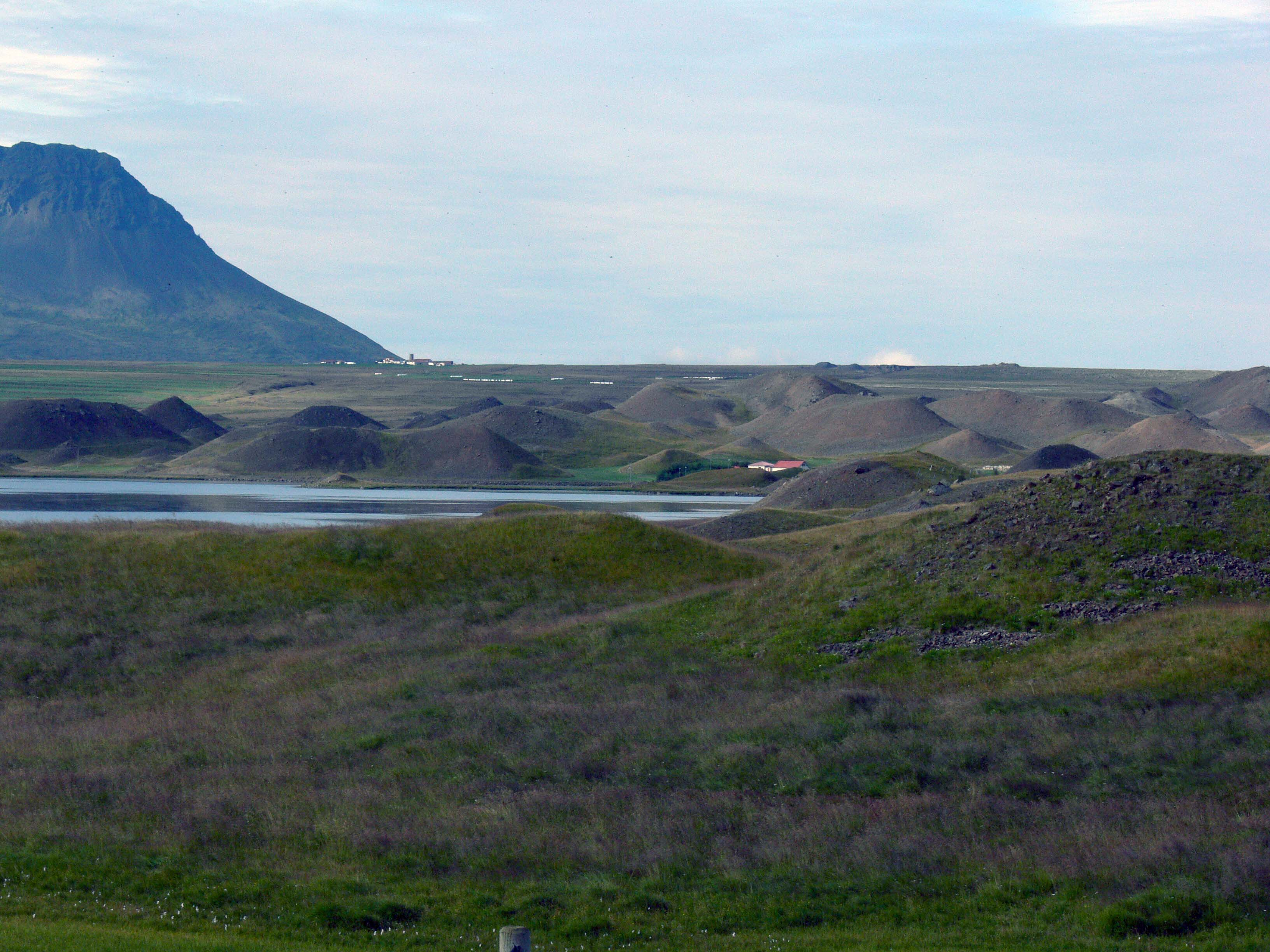
Några av kullarna i Vatnsdalshólar.

### Vatnsdalssagan
Den förste bosättaren i dalen var Ingemund Torsteinsson, en norsk hövdingason från Romsdal, som på 890-talet med vänner och skeppsfolk for till Island. Det var under deras andra år i det nya landet som de hittade Vatnsdalur genom att följa älven, som senare fick namnet Vatnsdalsá, söderut. Dalen utvaldes som boplats på grund av dess frodiga betesmarker och de relativt snöfria fjälltopparna i omgivningen, vilka ingav dem hopp om milda vintrar. Vid Vatnsdalshólar, kullarna i dalens norra ände, gjorde de ett kort uppehåll. Här föddes Ingemunds dotter Tordis (Þórdís) – den första infödda ”vatnsdalingen”. En bäck i området, Þórdísarlækur, bär ännu hennes namn och det antas att Þórdísarholt (platsen där hon föddes) låg i närheten.
Ingemund byggde sin gård mitt i dalen och ett stort kulthus (hof) till guden Frej, och efter detta hus fick gården namnet Hof. Gården blev navet i Ingemunds godedöme och hans män valde sig boplatser i dalen efter hans anvisningar. Om Ingemund och hans ättlingar – de första vatnsdalingarna – berättas i Vatnsdœla saga. Fortfarande finns en gård med namnet Hof i Vatnsdalur, och flera andra gårdsnamn som nämns i sagan har också bevarats, men den ursprungliga bebyggelsen är förstås borta.

### Vatnsdalshólar
I dalens norra ände, på nordvästra sidan om sjön Flóðið, finns ett ungefär 5,5 km² stort område kallat Vatnsdalshólar (”Vatnsdalskullarna”), bestående av ett otal tätt liggande kullar av sten och grus. Dessa har skapats av väldiga skred ur Vatnsdalsfjället på östra sidan om Flóðið. De äldsta kullarna är 9 500 år gamla, och fanns redan på landnamstiden, men även i historisk tid har ”laviner” av grus och sten rasat ur fjället.
I september 1545 begravdes gården Skíðastaðir och hela tunet rasade, varvid 14 människor omkom. Om denna händelse handlar Jón Árnasons berättelse Skíðastaðir. Nästan 200 år senare, den 8 oktober 1720, sopades granngården i söder, Bjarnastaðir, bort av ett skred som tog sex människoliv jämte boskap. Vid detta tillfälle dämdes älven Vatnsdalsá upp av rasmassorna, varvid sjön Flóðið (namnet betyder ”Översvämningen”) bildades innan älven hade brutit sig ny fåra. Sjön finns fortfarande kvar och utgör nu dalens nordgräns; tidigare var här gräsmark med småsjöar och dammar.

### Þrístapar
I västra utkanten av Vatnsdalshólar ligger tre högar tätt intill varandra, vilka kallas Þrístapar (”Trehögarna”). Här ägde den sista avrättningen på Island rum den 12 januari 1830, då Friðrik Sigurðsson och Agnes Magnúsdóttir halshöggs för mord inför 150 åskådare. Deras avhuggna huvuden sattes därefter på pålar som riktades mot landsvägen, men stals samma natt av ortsbor för att begravas i vigd jord. Om det brottmål, som här fick sin avslutning, handlar Þorgeir Þorgeirsons genombrottsverk Yfirvaldið (”Överheten”), 1973, liksom Egill Eðvarðssons film Agnes, 1995.

### Kornsá
Dalens förstfödda, Tordis Ingemundsdotter, gifte sig enligt sagan med nybyggaren Hallorm och slog sig ner på Kornsá, där hon var husfru (húsfreyja) vid 900-talets början. Kornsá ligger ungefär mitt i dalen, och norr om gården finns en liten, men ganska djup tjärn, som blivit känd för sina små flytande öar, som driver med vinden. Tjärnen kallas Kattarauga och fridlystes 1975.